# Auri Moura Costa
Auri Moura Costa (Redenção, 30 de agosto de 1911 – Fortaleza, 12 de julho de 1991), foi uma jurista brasileira com atuação no estado do Ceará. Ela foi a primeira mulher a assumir a função de juíza na história do Brasil, ingressando na magistratura em 31 de maio de 1939 mediante aprovação em concurso de provas e títulos. A nomeação foi publicada no Diário Oficial, na parte destinada à Secretaria de Estado dos Negócios do Interior e da Justiça, no dia 9 de junho de 1939. 
Ingressou na Faculdade de Direito do Ceará, mas, posteriormente, transferiu-se para a Faculdade de Direito do Recife, bacharelando-se nesta, em 1933. Regressando a Fortaleza, foi nomeada promotora pública nas Comarcas de Quixeramobim, Granja e Russas. Posteriormente foi aprovada no concurso da magistratura, atividade que exerceu até aposentar-se em 9 de maio de 1979. 
Um fato curioso e controverso que cerca o ingresso de Auri Moura Costa na magistratura em um período marcado pelo machismo, apesar de sua indiscutível capacidade técnica, foi um possível entendimento equivocado por parte da banca examinadora que, ao avaliar sua prova, tomou o seu nome como referindo-se a um homem, o que evitou uma manifestação tendenciosa. Em sentido contrário à versão do nome “masculino”, sua carreira, antes e após o ingresso na magistratura, aponta que ela ultrapassou as barreiras machismo estrutural da época pelos próprios méritos.
No ano de 1939, foi nomeada Juíza Municipal do termo de Várzea Alegre, sendo transferida depois para os termos de Cedro e Canindé. Já promovida a condição de Juíza de Direito de 1.ª e 2.ª entrâncias, em 9 de abril de 1953, assumiu a Comarca de Maranguape, permanecendo até 1958, sendo pelo critério de antiguidade promovida para a Comarca de Crato (4.ª Entrância). No ano de 1962, requereu e obteve remoção para a Comarca de Fortaleza, desempenhando suas funções nas seguintes varas: 2.ª Vara Cível, 10.ª Vara Cível,  4.ª Vara Criminal e 12ª Vara Cível.   
A magistrada foi nomeada Desembargadora do Tribunal de Justiça do Estado do Ceará, prestando o juramento no dia 23 de maio de 1968, sendo a primeira Juíza de Direito do Ceará a atingir o mais alto cargo da magistratura estadual. Dirigiu o Fórum Clóvis Beviláqua em 1977. Foi vice-presidente do TJCE. Foi, também, a primeira mulher a ocupar a Presidência do Tribunal Regional Eleitoral do Ceará, no período de 27 de maio de 1974 a 25 de maio de 1976.
No Tribunal dedicou-se ao problemas ligados à infância e adolescência abandonadas, assim como à situação dos presídios. Possuidora de competência no campo dos direitos homanos, representou o Ceará em Congressos realizados em vários estados. 
Publicou as obras: O Criminoso em Face da Ciência Penitenciária. Rio de Janeiro: Jornal do Comércio, em 1949; Na Justiça Criminal. Rio de Janeiro: Jornal do Comércio, 1950; Por que Abandonar? Rio de Janeiro: Jornal do Comércio, 1950; A Responsabilidade no Código Penal. Fortaleza: Instituto do Ceará, 1950; Tribunal de Menores. : Instituto do Ceará, 1952; Ação Social do Juiz de Menores. : Instituto do Ceará, 1952; Problemas Penitenciários. : Renascença, 1953; Assistência e proteção à Infância e à Adolescência Abandonadas. : s.n., 1954; Mazelas da Casa de Detenção. de Janeiro: Imprelage, 1968.
1. ↑  BEZERRA, Ademar Mendes. Magistrados Cearenses no Império e na República.
Fortaleza: Gráica TJCe, 1999.
2. ↑  RODRIGUES, João Batista Cascudo (1962). «A Mulher Brasileira: Direitos Políticos e
Civis.Fortaleza: Imprensa Universitária do Ceará, 1962.» line feed character character in |titulo= at position 42 (ajuda)
3. ↑  VASCONCELOS, Abner Carneiro Leão de (1987). História Judiciária do Ceará. [S.l.]: Instituto do Ceará. pp. Fortaleza
4. ↑  «Desembargadora Auri Moura Costa». Site do TRE-CE. Consultado em 4 de junho de 2019
5. ↑  COSTA, Gizela Nunes da (2015). «AURI MOURA COSTA». THEMIS - Revista da ESMEC. Consultado em 4 de junho de 2019